# Gerunda (cràter)
Gerunda és un cràter sobre la superfície de (21) Lutècia, situat amb el sistema de coordenades planetocèntriques a 81 ° de latitud nord i 83 ° de longitud est. Fa un diàmetre de 4.7 km. El nom va ser fet oficial per la UAI el cinc d'abril de 2011 i fa referència a Gerunda (actual Girona), una ciutat de l'època de Lutècia.